# アンダー・ザ・グレイ・バナー
『アンダー・ザ・グレイ・バナー』（Under the Grey Banner）は、スウェーデンのヘヴィメタル・バンド、ドラゴンランドが2011年に発表した5作目のスタジオ・アルバム。5年ぶりの新作に当たる。

## 背景
ニクラス・マグナソン（ギター）とクリステル・ペーデシェン（ベース）の脱退後、ドラマーのイェッセ・リンドスコグがギターに転向し、ナイトレイジのベーシストのアンデシュ・ハマーと、アマランスのドラマーのモルテン・ローヴェ・ソレンセンが新メンバーとして迎えられた。そして、バンドは2011年、ドイツのレーベル「AFMレコード」との契約を得た。
本作にはミュージカル俳優のフレッド・ヨハンソンや、アマランスのメンバーであるエリーゼ・リード、ジェイク・E、アンドレアス・ソルヴェストロームがゲスト参加した。ジャケットおよびブックレットのイラストは、コンピュータゲーム『The Witcher』にも参加したビジュアル・アーティストのDamian Bajowskiが手がけた。本作のストーリーは、バンドが2002年に発表した2作目のアルバム『ホーリー・ウォー』の続編に当たる。

## 反響・評価
日本では2012年1月2日付のオリコンチャートで241位を記録した。『CDジャーナル』のミニ・レビューでは「オーケストレーションと物語性の壮大さは彼ら史上最大で、映画を観ているごとし」と評されている。

## 収録曲
特記なき楽曲は作詞：オロフ・モルク／作曲：オロフ・モルク&エリアス・ホルムリッド。6.は日本盤ボーナス・トラック。
1. イルマリオン - Ilmarion – 3:18
  - 作詞：オロフ・モルク／作曲：エリアス・ホルムリッド
2. シャドウ・オブ・ザ・ミスリル・マウンテンズ - Shadow of the Mithril Mountains – 5:44
3. ザ・テンペスト - The Tempest – 4:12
4. ア・サウザンド・タワーズ・ホワイト - A Thousand Towers White – 4:07
5. ファイア・アンド・ブリムストーン - Fire and Brimstone – 4:31
6. アット・ジ・イン・オブ・イーモン・ベイル - At the Inn of Éamon Bayle – 3:56
7. ザ・ブラック・メア - The Black Mare – 6:13
8. レディー・オブ・ゴールデンウッド - Lady of Goldenwood – 4:16
9. ダーナーズ・フォージ - Dûrnir's Forge – 4:58
10. ザ・トライアルズ・オブ・マウント・ファーナー - The Trials of Mount Farnor – 5:26
11. スローン・オブ・ボーンズ - Throne of Bones – 1:46
12. アンダー・ザ・グレイ・バナー - Under the Grey Banner – 8:04
13. アイボリー・ショアーズ - Ivory Shores – 3:17

## 参加ミュージシャン
- ヨナス・ハイジャート - ボーカル
- オロフ・モルク - ギター、ヴァイオリン、アディショナル・キーボード
- イェッセ・リンドスコグ - ギター
- エリアス・ホルムリッド - キーボード
- アンデシュ・ハマー - ベース
- モルテン・ローヴェ・ソレンセン - ドラムス

ゲスト・ミュージシャン
- アンナ・マリアン・ルンドベリ - ボーカル（「Duviel the Elf Queen」役）
- フレッド・ヨハンソン（スウェーデン語版） - ボーカル（「The King of Westmar」役）
- エリーゼ・リード - ボーカル（「Sariel the Elf Princess」役）
- アンドレアス・ソルヴェストローム - ボーカル（「Gargoth the Orcish Lord」役）
- ジェイク・E - バッキング・ボーカル(on "The Black Mare")